# أوليج جازمانوف
أوليج ميخائيلوفيتش جازمانوف (بالروسية: Оле́г Миха́йлович Газма́нов) هو مغني وملحن روسي، اشتهر بتقديم الأغاني الوطنية وأغاني البوب. وهو قائد مجموعة إسكادرون Эскадрон التي تقدم أغاني البوب. حائز على لقبي فنان الشعب الروسي ووسام استحقاق أرض الآباء (الدرجة الرابعة) الممنوحين من الدولة الروسية.

## استشهادات
1. ↑  "فنان روسي معروف يُقيم عروضا موسيقية في حميميم". آر تي. 26 يوليو 2016. مؤرشف من الأصل في 2019-12-09. اطلع عليه بتاريخ 2019-04-11. {{استشهاد بخبر}}: |archive-date= / |archive-url= timestamp mismatch (مساعدة)

## وصلات خارجية
- أوليج جازمانوف على موقع IMDb (الإنجليزية)
- أوليج جازمانوف على موقع ميوزك برينز (الإنجليزية)
- أوليج جازمانوف على موقع ديسكوغز (الإنجليزية)
- أوليج جازمانوف على موقع قاعدة بيانات الفيلم (الإنجليزية)
- أوليج جازمانوف على موقع كينوبويسك (الروسية)